# Джиперс Кріперс 3
Джиперс Кріперс 3 (англ. Jeepers Creepers 3) — американський фільм жахів 2017 року режисера Віктора Сальви. 

## Сюжет
Дія у фільмі відбувається після подій першого фільму «Джиперс Кріперс» та до подій «Джиперс Кріперс 2».
Одного разу Тріш Деннер і її брат Даррі зіткнулися з кровожерливим монстром на прізвисько «Джиперс Кріперс». Він убиває своїх жертв, щоб мати можливість жити вічно. І хоча Тріш зуміла вижити, Даррі став жертвою таємничої істоти. Спогади про долю брата відтепер будуть мучити її все життя. З тих пір минуло двадцять три роки. Нинішня Тріш — заможна леді з великими можливостями. У неї є підліток-син, який отримав ім'я на честь загиблого Даррі. Але минуле неможливо забути. Тріш побоюється, що трагедія повториться знову, але на цей раз з її улюбленим сином. Однак рішуча героїня не збирається сидіти і чекати, коли чудовисько прийде за хлопчиком. Вона збирається використовувати всі свої можливості, щоб раз і назавжди розправитися з монстром. Тріш наймає групу солдат під керівництвом Гейлон Брендон. У підрозділі є сержант Дейвіс Таббс, що скептично ставиться до легенд про монстра. Проте саме він наблизиться до розгадки походження чудовиська.

## У ролях
- Джонатан Брек — Джиперс Кріперс[2]
- Мег Фостер — Гейлен Брендон
- Габрієль Годж — Еддісон Брендон
- Стен Шоу — шериф Ден Таштего
- Джойс Джиро — помічник шерифа Дана Ланг
- Джордан Салум — Кенні Брендон
- Тамсін Спаркс — Терра Баверс
- Раян Мур — Кірк Мазерс
- Брендон Сміт — сержант Девіс Таббс
- Джина Філіпс — Тріш Дженнер
- Крістіна Ко — Кія Вонг